# Taladro de percusión

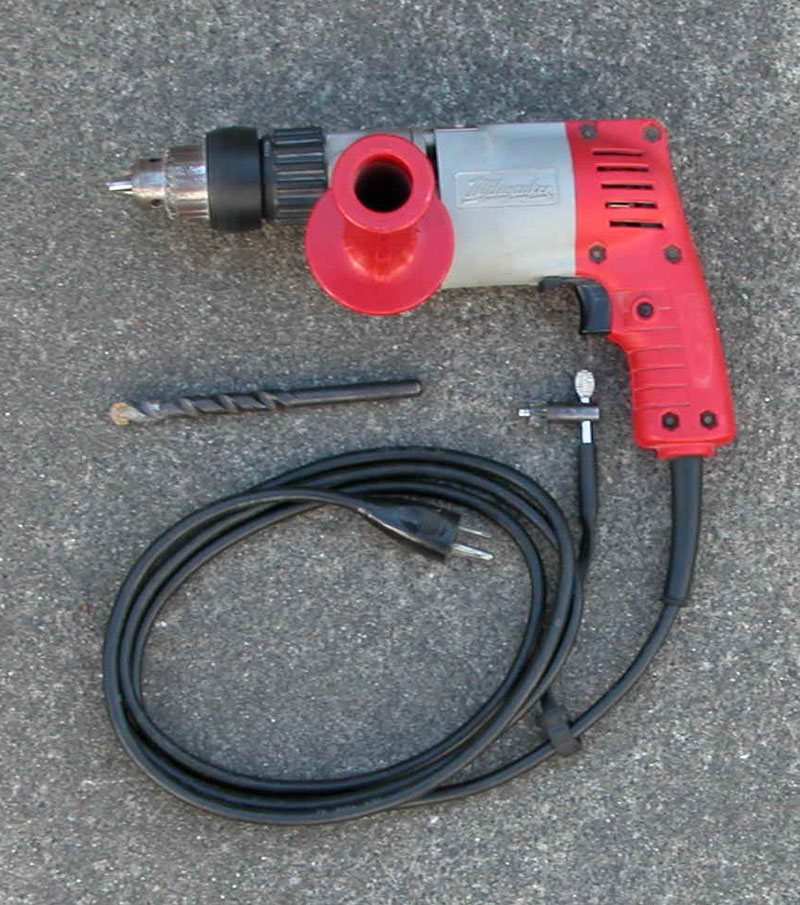
Un taladro de impacto con cable junto a una broca de impacto de impacto.

Un taladro de percusión, también conocido como taladro percutor o taladro de impacto, es una herramienta eléctrica utilizada principalmente para perforar materiales duros. Es un tipo de taladro rotativo con un mecanismo de impacto que genera un movimiento de martilleo. El mecanismo de percusión proporciona una sucesión rápida de cortos golpes de impacto para pulverizar el material a perforar, a fin de proporcionar una perforación más rápida con menos esfuerzo. Si el mecanismo de impacto de un taladro percutor se puede desactivar, la herramienta se puede utilizar como un taladro convencional para realizar también tareas como atornillar.

## Historia
Principal técnica de perforación de la antigua China, la perforación por percusión, fue inventada durante la dinastía Han. El proceso implicaba a dos a seis hombres que saltaban sobre una palanca a intervalos rítmicos para levantar una pesada de impacto de hierro unida a largos cables de bambú desde una torre de perforación de bambú. Utilizando brocas de hierro fundido y herramientas construidas con bambú, los primeros chinos pudieron utilizar la perforación de percusión para perforar agujeros a una profundidad de 3000 pies (914,4 m). La construcción de grandes pozos tardó más de dos o tres generaciones de trabajadores en completarse. Las máquinas de perforación con herramientas de cable desarrolladas por los primeros chinos implicaban levantar y dejar caer una pesada cadena de herramientas de perforación para aplastar las rocas en fragmentos diminutos. Además, los chinos también utilizaban un cabezal de corte fijado a varillas de bambú para perforar a profundidades de 915 m (1000,7 yd). El levantamiento y la bajada de las colisiones de perforación de bambú permitían que la máquina perforadora penetrara en formaciones rocosas menos densas y no consolidadas.
El 1848, JJ Couch inventó taladro de percusión neumático
El origen del primer perforador de impacto es motivo de controversia. La empresa alemana Fein patentó una Bohrmaschine mit elektro-pneumatischem Schlagwerk ("taladro con mecanismo de percusión electroneumático") en 1914. La empresa alemana Bosch produjo el primer "Bosch-Hammer" alrededor de 1932 en producción en masa. La empresa estadounidense Milwaukee Electric Tool Corporation afirma que en 1935 vendía una máquina ligera 1/4 plg (0,6 cm) martillo perforador eléctrico (acción de leva).
Los taladros de percusión de manivela manual se fabricaron en Reino Unido a mediados del siglo XX.

## Diseño
Los taladros percutores tienen un mecanismo de martilleo de percusión o acción de leva, en el que dos conjuntos de engranajes dentados interactúan mecánicamente entre sí para martillear mientras gira la broca de impacto. Con los taladros de acción de leva, el mandril tiene un mecanismo por el que todo el mandril y la broca de impacto se mueven adelante y atrás sobre el eje de rotación.
Este tipo de taladro se utiliza a menudo con o sin la acción del martillo, pero no es posible utilizar la acción del martillo sola, ya que es la rotación sobre las levas la que provoca el movimiento del martillo. Un martillo perforador tiene un embrague especialmente diseñado que le permite no sólo girar la broca de impacto, sino también introducirla y quitarla (a lo largo del eje de la broca).
La distancia real que recorre la broca de impacto hacia dentro y hacia fuera y la fuerza de su golpe son muy pequeñas, pero la acción de martilleo es muy rápida: miles de "BPM" (golpes por minuto) o "IPM" (impactos por minuto). Aunque cada vez tiene una fuerza relativamente baja, estos miles de golpes por minuto son más que suficientes para poder perforar el hormigón o un ladrillo, utilizando la cuña de carburo de la broca de mampostería para llegar a pulverizarlos.
Por este motivo, un perforador de impacto perfora mucho más rápido que un perforador normal a través de hormigón, ladrillo y madera gruesa. En pruebas de velocidad de perforación estandarizadas, los martillos perforadores más eficaces mejoran su velocidad de perforación en más de un 30% en comparación con completar la misma tarea con el modo de impacto desactivado.

## Usos
Se necesita hacer agujeros en materiales duros para poder poner tornillos de anclaje, tornillos de hormigón y tacos de pared. Los perforadores de impacto no se utilizan normalmente para la perforación de la construcción, sino más bien para la perforación ocasional de agujeros en hormigón, mampostería o piedra. También se utilizan para perforar agujeros en cimientos de hormigón para sujetar moldes de paredes de hormigón y para perforar agujeros en suelos de hormigón para sujetar la estructura de las paredes. Los taladros rotativos con eje de accionamiento ranurado o sistema de accionamiento ranurado (SDS) se utilizan más habitualmente como herramientas de perforación de mampostería dedicadas a la construcción. El sistema fue diseñado por Bosch en 1975 y significa "Stecken – Drehen – Sichern", que en alemán significa "Insert - Twist - Secure".
Los perforadores de impacto casi siempre tienen una palanca o interruptor que bloquea el "embrague de martillo" especial, convirtiendo la herramienta en un taladro convencional para trabajos de madera o metal. Los perforadores de impacto son más caros y voluminosos que los perforadores normales, pero son preferibles para aplicaciones en las que se desconoce el material a perforar, bloques de hormigón o montantes de madera. Por ejemplo, un electricista que monta una caja eléctrica en una pared podría utilizar el mismo taladro para perforar vigas de madera (martillo desactivado) o paredes de mampostería (martillo activado).